# Erinnyis fasciata
Erinnyis fasciata är en fjärilsart som beskrevs av William Swainson 1823. Erinnyis fasciata ingår i släktet Erinnyis och familjen svärmare. Inga underarter finns listade i Catalogue of Life.